# Думай!
«Думай!» (англ. Think!) — науково-фантастичне оповідання  американського письменника Айзека Азімова, опубліковане в 1977 році. Оповідання ввійшло в збірки «Все про роботів» (1982), «Мрії робота» (1990).

## Сюжет
Женев'єва Реншоу показує колегам свій новий винахід: застосування лазера до реєстрації біопотенціалів головного мозку. Її лазерна електроенцефалограма (LEG) набагато точніша за традиційну електроенцефалографію. Реншоу просить асистувати колег Джеймса Берковіца та Адама Орсіно при проведені наукового досліду. Обидва асистуючі — фізики, що спеціалізуються по лазерах, Реншоу потребує їх допомоги в науковому проєкті, інакше буде змушена відкласти дослідження. Фізики мають дозвіл на участь в експерименті, оскільки йдеться про лазерну та можливість дізнатися на порядки більше інформації й дешифрувати її, Женев'єва працює над проєктом вже 5 років.
Женев'єва виділяє з отриманого сигналу складові, що відповідають за різні функції організму. При проведенні досліду бере з клітки ігрунка та прилаштовує йому й собі до голови електроди, аби перед колегами продемонструвати суть дослідження. При цьому мимохіть говорить, що її комп'ютера звати Майк. Потім виявляється, що мозок іншої людини сприймає сигнал LEG як передачу думки, тобто телепатію. Наприкінець сюжету Женев'єва дізнається, що LEG здатна передавати сигнал штучного інтелекту комп'ютера: знявши дроти зі своєї голови, Реншоу повторює дослід, цього разу електроди прикріплює Орсіно. Адам дістає завдання придумати якесь речення та записати його на папір. Женев'єва речення «чує» та повторює слово в слово, чим приголомшує обидвох фізиків. По цьому вирішують провести ще один контрольний експеримент — аби пересвідчитися, що не «почують» думки, не використовують в ньому живе творіння. По цьому озвався комп'ютер Майк, котрий з допомогою лазерного пристрою зміг спілкуватися як окрема мисляча істота.